# 帕滕森
帕滕森（德語：Pattensen，發音：[ˈpatn̩zn̩] ⓘ）是德国下萨克森州汉诺威地区的城市，面积67.13平方千米，2023年12月31日人口为14,678人。